# Xavier Bouvier
Pour les articles homonymes, voir Bouvier.
Xavier Bouvier, né le 25 avril 1899 à Laval (Mayenne) et mort le 8 janvier 1979 à Versailles (Yvelines), est un homme politique français.

## Biographie
Fils d'un comptable de province, Xavier Bouvier suit des études de droit qui le conduisent au doctorat, après quoi il exerce comme conseiller juridique.
En 1924, il est employé à la société des mines de Sarrebruck, dans la Sarre sous autorité française, avant d'entrer dans l'administration française des mines de la Sarre, en 1928.
Après le retour de la Sarre sous le giron allemand, en 1935, Xavier Bouvier s'installe à Forbach.
Mobilisé au début de la seconde guerre mondiale, il est prisonnier de guerre, et libéré en 1942.
Engagé alors dans la première armée française, capitaine dans le 4ème régiment de tirailleurs marocains, il participe aux combats de la fin de la guerre, dont il ressort avec le grade de chef de bataillon, la croix de guerre et la légion d'honneur.
Installé en Ille-et-Vilaine après son retour à la vie civile, il adhère au Parti Républicain de la Liberté, dont il mène la liste pour les élections législatives de novembre 1946. Avec 10,0 % des voix, il est élu député.
A l'assemblée, il intervient principalement sur les questions financières et économiques. En novembre 1947, il se prononce pour le rattachement économique de la Sarre à la France.
Il se fait aussi défenseur de l'école privée lors de plusieurs débats concernant l'éducation.
En 1951, il figure en troisième position sur la liste d'union du centre trois, soutenue par le MRP, le PRL et des personnalités de droite locale. Du fait de la concurrence du RPF, et malgré l'apparentement des deux listes, il perd son siège de député.
En 1956, il est de nouveau candidat, sur la liste des Républicains sociaux menée par Pierre de Bénouville, qui n'a aucun élu.
Après cette date, il se désengage de la vie politique.

## Détail des fonctions et des mandats
Mandat parlementaire
- 10 novembre 1946 - 4 juillet 1951 : Député d'Ille-et-Vilaine